# Last Night
"Last Night" é o terceiro single do álbum de Diddy, Press Play. Ele possui participação da cantora R&B Keyshia Cole. Parte das cenas de gravação foram mostradas no programa de Keyshia Cole, Keyshia Cole: The Way It Is, na BET em Julho de 2006. O making off do videoclipe foi exibido pelo programa da BET, "Access Granted", em 31 de Janeiro de 2007.
O single vendeu mais de 87,000 cópias no Reino Unido, e teve mais de 700,000 downloads nos Estados Unidos.

## Formatos e faixas
CD single promocional de 12" norte-americano
- Lado A

1. "Last Night" (Edição de rádio)
2. "Last Night" (Versão Mix Show Amended)

- Lado B

1. "Last Night" (Versão explícita)
2. "Last Night" (Instrumental)

CD single do Reino Unido
1. "Last Night" (Edição de rádio)
2. "Tell Me" (DFA Remix - Edição de rádio)

### Versões
1. "Last Night" (featuring Keyshia Cole) Original [4:14]
2. "Last Night" (featuring Pharrell Williams, T.I. & Keyshia Cole) (DJ Noodles Remix) [5:09]
3. "Last Night" (featuring The Game, Big Boi, Yung Joc, Rich Boy & Keyshia Cole) (Dirty South Remix)
4. "Last Night" (featuring Yung Joc, The Game, Big Boi, N.O.R.E. & Keyshia Cole)
5. "Last Night" (featuring Lil' Kim, Busta Rhymes & Keyshia Cole) (Remix) [5:26]
6. "Last Night" (featuring Lil' Kim, Busta Rhymes, The Game, Big Boi, Yung Joc, Rich Boy & Keyshia Cole) (Fry Mix) - 7:05[2]
7. "Last Night Trance Dance Remix" (featuring Keyshia Cole) (produzido por peP) - 7:06

## Performance nas paradas

### Posições
| Top (2007)                         | Melhor posição |
| ---------------------------------- | -------------- |
| Austrália - Parada de Singles ARIA | 53             |
| Canadá - Hot 100 Singles           | 21             |
| Holanda - Top 40 Singles           | 31             |
| França - MCM Hit Rap               | 1              |
| Polônia                            | 16             |
| Portugal - Top 50 Nacional         | 6              |
| Romênia - Top 100 Airplay          | 4              |
| EUA - Billboard Hot 100            | 10             |
| EUA - Billboard Pop 100            | 10             |